# 벨라루스 통신사
벨라루스 통신사(러시아어: Белорусское Телеграфное Агентство, БелТА, BelTA) 또는 벨타 통신사는 벨라루스의 국영 통신사이다. 러시아어, 벨라루스어, 영어, 독일어, 스페인어 및 중국어를 지원한다. 2018년부터 BELTA의 이사는 이리나 아쿨로비치(Irina Akulovich)이다.
이 기관은 1918년 12월 23일에 설립되었다. 구 소련 시대에 BelTA는 소련 전신국, 오늘날의 타스 통신(TASS)과 별개의 독립적인 기관이었으나, 협력했던 적이 있었다.
1991년 소비에트 연방공화국이 붕괴한 후 벨라루스 통신사는 벨라루스의 국영 통신사로 역할하였다. 100개 이상의 일간 기사를 전송하고 벨라루스 공무원 및 국내외 조직의 활동에 대해 독립 국가 연합 회원국의 다른 뉴스 기관에 정보를 제공한다.
BelTA는 벨라루스의 전 지역과 해외에 지사를 두고 있다. 본사는 벨라루스의 수도 민스크에 있다.

## 비판
일부 사람들은 벨라루스 국영통신을 벨라루스 정부의 선동선전 매체라고 주장한다.
벨라루스 국영통신 사무총장 드미트리 주크(Dzmitry Zhuk)는 유럽연합이 2010년 대통령 선거 이후 야당 시위를 진압한 것으로 묘사한 이후 벨라루스에 대한 유럽연합의 제재 조치의 일환으로 2011년에서 2016년 사이에 유럽 연합에 입국하는 것을 금지받기도 하였다. 2010년 선거 이후 벨로루시에 대한 제한 조치에 관한 EU 이사회의 결정에 따르면 드미트리 주크는 "12월 19일 민주 야당과 시민 사회에 대한 탄압을 지지하고, 2010년 허위정보 이용하고 이를 정당화한 언론에 국가 선전을 중계한 책임이 있습니다""라고 밝혔다.

## 같이 보기
- 벨라루스의 선전
- 벨라루스의 미디어
- 동구권 미디어 및 선전